# Moditane
Moditane (ou Modi Tanné) est une localité du Cameroun située dans le département du Mayo-Kani et la Région de l'Extrême-Nord. Elle fait partie de la commune de Moulvoudaye et du canton de Moulvoudaye rural. 

## Population
En 1976, plusieurs villages portaient ce nom. Modi Tanné I comptait 149 habitants, des Toupouri ; Modi Tanné II en comptait 40, des Peuls, et Modi Tanné III en comptait 124, des Toupouri. 
Lors du recensement de 2005, 942 personnes ont été dénombrées à Moditane.